# Ademir da Guia
Ademir da Guia (Río de Janeiro, 3 de abril de 1942) es un exfutbolista brasileño.
Es considerado por la afición y la prensa como el mayor ídolo de la historia del Palmeiras, en el que fue titular absoluto por más de 16 años durante la época conocida como la "Academia", donde era la estrella del equipo y la figura principal. Calificado por la crítica especializada como uno de los mejores futbolistas brasileños de todos los tiempos, es también el jugador que más veces vistió la camiseta del Palmeiras con 902 partidos. Por la clase con que jugaba, heredó parte del apodo de su padre, Domingos da Guia, El "Divino Maestro", y pasó a ser llamado el "Divino".
También es considerado como una de las figuras más minusvaloradas del fútbol brasileño ya que durante su larga carrera fue convocado apenas 14 veces a la Selección y sólo disputó un partido en Copas del Mundo, la de 1974, cuando Brasil ya estaba eliminado, en la disputa por el tercer lugar contra Polonia, siendo sustituido al entretiempo por Mirandinha.
Años después de su retiro, Ademir da Guia fue concejar de la ciudad de São Paulo en 2004. Fue candidato, sin éxito a una curul de diputado estadual en las elecciones de São Paulo de 2014 por el Partido Republicano Progresista.

## Clubes
| Club      | País   | Año         |
| --------- | ------ | ----------- |
| Bangu     | Brasil | 1960 - 1961 |
| Palmeiras | Brasil | 1962 - 1977 |
| Palmeiras | Brasil | 1984        |

## Palmarés

### Copas regionales
| Título               | Equipo         | País                       | Año  |
| -------------------- | -------------- | -------------------------- | ---- |
| Campeonato Paulista  | S.E. Palmeiras | São Paulo                  | 1963 |
| Torneo Río-São Paulo | S.E. Palmeiras | Río de Janeiro / São Paulo | 1965 |
| Campeonato Paulista  | S.E. Palmeiras | São Paulo                  | 1966 |
| Campeonato Paulista  | S.E. Palmeiras | São Paulo                  | 1972 |
| Campeonato Paulista  | S.E. Palmeiras | São Paulo                  | 1974 |
| Campeonato Paulista  | S.E. Palmeiras | São Paulo                  | 1976 |

### Copas nacionales
| Título  | Equipo         | País   | Año  |
| ------- | -------------- | ------ | ---- |
| Serie A | S.E. Palmeiras | Brasil | 1967 |
| Serie A | S.E. Palmeiras | Brasil | 1967 |
| Serie A | S.E. Palmeiras | Brasil | 1969 |
| Serie A | S.E. Palmeiras | Brasil | 1972 |
| Serie A | S.E. Palmeiras | Brasil | 1973 |

### Copas internacionales
| Título                      | Equipo     | País           | Año  |
| --------------------------- | ---------- | -------------- | ---- |
| International Soccer League | Bangu A.C. | Estados Unidos | 1960 |